# Деветаци (Нови Град)
Деветаци су насељено мјесто у општини Нови Град, Република Српска, БиХ. Према прелиминарним подацима пописа становништва 2013. године, у насељу је живјело 70 становника.

## Становништво
| Националност | 2013. | 1991. | 1981. | 1971. | 1961. |
| Срби         | 70    | 133   | 180   | 211   | 306   |
| Југословени  | —     | 6     | 12    |       |       |
| Укупно       | 70    | 139   | 192   | 211   | 306   |

| Демографија | Демографија | Демографија |
| Година      | Становника  | Становника  |
| ----------- | ----------- | ----------- |
| 1948.       | 361         |             |
| 1953.       | 307         |             |
| 1961.       | 306         |             |
| 1971.       | 211         |             |
| 1981.       | 192         |             |
| 1991.       | 139         |             |
| 2013.       | 70          |             |

## Знамените личности
- Младен Ољача, српски књижевник
- Гојко Шурлан, мајор Југословенске народне армије и народни херој Југославије